# دیفه
دیفه (به عربی: دیفة) یک روستا در سوریه است که در استان لاذقیه واقع شده‌است. دیفه ۴۰۳ نفر جمعیت دارد.